# Крейг Гамільтон
Крейг Гамільтон-Паркер (нар. 1954) — британський екстрасенс і письменник на теми спіритуалізму. Популярна преса називає його «пророком долі», який став відомим завдяки прогнозуванню Brexit і обрання Дональда Трампа.

## Передбачення
Гамільтон-Паркер передбачив дві значні події 2016 року: вихід Великої Британії з Європейського Союзу та обрання Дональда Трампа президентом Сполучених Штатів. Він також передбачив, що після Brexit економіка Сполученого Королівства «процвітатиме» з сильним фунтом і слабким євро  . Твердження Гамільтон-Паркер про прогнозування Brexit і Трампа були оскаржені. Під час республіканських праймеріз 2016 року він спочатку передбачив перемогу Джеба Буша, і його прогнози щодо фактичного виходу Британії з Європейського Союзу випереджали графік на кілька років.